# Estación de Tacoignières-Richebourg
La estación de Tacoignières-Richebourg es una estación ferroviaria francesa situada en la comuna de Tacoignières, cerca de Richebourg, en el departamento de Yvelines, al oeste de París. Por ella transitan los trenes de cercanías de la línea N del Transilien.

## Historia
La estación data del 15 de junio de 1864. Fue abierta por la Compañía de Ferrocarriles del Oeste en el marco de la línea Saint-Cyr-Surdon y explotada por ella hasta su quiebra en 1908 siendo rescatada por una empresa estatal. En 1938, esta última se integraría en la actual SNCF.

## Descripción
La actual estación es un edificio clásico rectangular y de dos plantas adornado en su parte más alta por un pequeño frontón.
Se compone únicamente de dos vías y de dos andenes laterales. No dispone ni de pasarela ni de paso subterráneo con lo cual es necesario cruzar las vías a nivel, por un tramo de madera, para acceder al otro andén lateral. 
La atención comercial se limita al horario de mañana aunque también existen máquinas expendedoras de billetes. Además, se muestra información en tiempo real sobre los trenes pendientes de llegar. En su exterior se encuentra un aparcamiento gratuito de entre 50 a 100 plazas.